# Пинья (царство)
Пинья (бирм. ပင်းယခေတ်) — средневековое государство, существовавшее на территории современной Мьянмы.
В 1287 году под ударом монголов пало Паганское царство. Три брата из народности шан, бывшие военачальниками в Паганском царстве, взяли под контроль значительную часть бывшей его территории, и севшему на трон в Пагане после ухода монголов сыну погибшего правителя ничего не оставалось, кроме как формально признать их управляющими регионом в районе реки Чаусхе. В 1293 году он назначил старшего брата правителем Мьинсайна, среднего — правителем Меккайи, а младшего — правителем Пинле. В 1297 году братья заставили паганского правителя Чосву отречься от престола, а в 1301 году отбили нападение монголов, пытавшихся наказать братьев за смещение назначенного ими марионеточного правителя.
Самый младший из трёх братьев — Тхинатху — хотел быть единоличным правителем. Когда умер средний брат, он в апреле 1310 года отравил старшего брата. После этого он решил перенести резиденцию из Пинле на реку Иравади, и по совету придворных астрологов новой столицей стал город Пинья, куда двор переехал 11 февраля 1313 года. На коронации вдова правителя Паганского царства преподнесла Тхинатху символы царской власти, и он начал рассматривать себя как преемника правителей Пагана. Он усыновил Узану — сына Чосвы — и в 1315 году объявил его наследником престола.
Савьюн — родной сын Тхинатху — не смирился с тем, что его обошли в вопросе престолонаследия. Не бунтуя формально против отца, он 16 мая 1315 года переправился на западный берег Иравади, и обосновался в лежащем напротив Пиньи Сикайне. Когда в 1325 году Тхинатху скончался, Савьюн не стал подчиняться Узане, и стал правителем независимого царства: Пинья контролировала восточные и южные части Центральной Мьянмы, Сикайн — западные и северные.
Узана I, будучи мьянманцем (наследником паганской династии), был белой вороной среди министров и военачальников, относящихся к народности шан. В 1340 году он отрёкся от престола и стал отшельником.
Взошедший после Узаны I на престол Чосва I — сын Тхинатху — был наследником одновременно и мьянманской паганской династии, и шанской мьинсайнской династии, став идеальным вариантом для ликвидации династических проблем.
Царства Сикайн и Пинья периодически воевали друг с другом, но ни одна из сторон не могла взять вверх. Кроме того, угрозу обоим представляли шанские княжества, образовавшиеся после ухода монголов в северных землях Мьянмы. В 1350-х годах шанские набеги стали усиливаться.
В 1364 году правивший тогда в Пинье царь Наратху решил избавиться и от Сикайна, и от шанов. Он предложил Саопхе — шанскому правителю Могаунга — вместе напасть на Сикайн, однако когда могаунгские войска атаковали Сикайн — пиньяская армия просто смотрела с другой стороны реки. Однако шаны смогли в одиночку разгромить Сикайн, а затем повернули оружие против предавших их пиньясцев. В 1368 году царство Пинья исчезла с исторической арены.